# Kamakan (jezična porodica)
Camacanian (Kamakan), samostalna porodica indijanskih jezika, prema Rivetu i Loukotki (1952.), ili dio Velike porodice Macro-Ge iz istočnog Brazila. Porodica Camacanian obuhvaća jezike Indijanaca Kamakan (Camacan), Kotoxó (Cutacho) i ogranak Catethoi, Maniân (Menian, Menien) i Masakará (Massacara) iz Bahije; Mongoyo. 

## Vanjske poveznice
- Ethnologue (14th)
- Ethnologue (15th)

Ethnologue (16th)
- Kamaka
- Kamakã